# 桑原亮子
桑原 亮子（くわはら りょうこ、1980年 - ）は、日本の脚本家、歌人。
京都府京都市出身、在住。早稲田大学第一文学部卒業。シナリオ・センター大阪校出身（60期）。中途失聴による重度の聴覚障害を持つ。

## 略歴
小学6年生の頃よりだんだん耳が聞こえにくくなり、中学進学後に原因不明の感音性難聴と診断される。兵庫県西宮市の私立中学に進学し同市内の祖母宅に下宿して学校に通い、中学2年時には阪神・淡路大震災で被災している。
大学進学後はハンディキャップを補いたいとして弁護士資格の取得を目指すものの、難聴がさらに悪化して20歳を迎える頃には人の声が全く聞き取れなくなる。弁護士の夢を諦めかけた時に書店の店頭で一般の人が投稿した詩・童話を掲載する文芸雑誌に出会い、「もしかしたら、書けるのではないかな」と大学在学中より童話や詩を書いて出版社へ投稿を始め、童話が雑誌に掲載されたことで「書く仕事をしたい」と決心する。大学卒業後には、「昔から映画やドラマが好きで多く見ているうちに、自分でも書きたくなった」としてシナリオ・センター大阪校にてシナリオを学び、20代半ばからシナリオを書き始める。また、2008年に「塔」短歌会に入会し短歌も本格的に始めて、2010年には初挑戦で翌2011年1月の「歌会始の儀」の入選者10人に選出されている。なお、「塔」短歌会からはその後退会している。
2013年に『星と絵葉書』により第41回創作ラジオドラマ大賞にて奨励賞を、翌2014年には『夏の午後、湾は光り、』でNHK大阪放送局が主催する第53回BKラジオドラマ脚本賞にて最優秀賞を受賞して、本格的に脚本家の道に進む。「言葉だけで、聴いてる人が想像できるようになっている」ことが面白いとラジオドラマに取り組み、平成29年（2017年）度の第72回文化庁芸術祭にて優秀賞を受賞したFMシアター『冬の曳航』などの作品で注目を浴びる。
一方で、2015年にはNHK Eテレのバリバラ特集ドラマ『禁断の実は満月に輝く』で初めてテレビドラマの脚本を手掛け、2020年1月には自らの震災体験ももとに執筆したNHK土曜ドラマ『心の傷を癒すということ』で初めて連続ドラマの脚本を担当する。
NHKの2022年度下半期連続テレビ小説『舞いあがれ!』の脚本を担当し、東大阪の町工場を舞台に飛行機に憧れるヒロインや、短歌でベストセラーとなっていく歌人を描いた。劇中で自身が創作した短歌は、ドラマのモチーフとなったとされる萩原慎一郎 『歌集 滑走路』の出版社である角川書店から歌集『トビウオが飛ぶとき 「舞いあがれ！」アンソロジー』として出版される事が決まった。

## 受賞歴
- 第41回創作ラジオドラマ大賞 奨励賞（『星と絵葉書』）
- 第35回BKラジオドラマ脚本賞 最優秀賞（『夏の午後、湾は光り、』）
- 第54回ギャラクシー賞 ラジオ部門 奨励賞（『冬の曳航』）
- 平成29年度（第72回）文化庁芸術祭賞 ラジオ部門 ドラマの部 優秀賞（『冬の曳航』）

## 作品

### ラジオドラマ
- FMシアター（NHK-FM）
  - 星と絵葉書（2013年9月14日）[2]
  - 夏の午後、湾は光り、（2015年3月21日）
  - 沈黙とオルゴール（2015年5月30日）
  - ティティヴィルスの見えない蜂（2016年4月9日）
  - 冬の曳航（2017年1月14日）
  - 声命線（2017年12月2日）
  - AI（アイ）は故障中（2018年6月23日） - 平成30年度文化庁芸術祭参加作品
  - ものがたる機械（2020年4月11日）
  - ユーフォリア〜わたしの幸福論（2020年9月12日）
  - 歌をなくした夏[注 1]（2023年8月26日）[14]
  - ツシマヤマネコの歌（2023年12月2日）
- 特集オーディオドラマ　君を探す夏（2020年12月26日、NHK-FM）

### テレビドラマ
- バリバラ特集ドラマ 禁断の実は満月に輝く（2015年12月6日、NHK Eテレ）[1]
- 心の傷を癒すということ（2020年1月18日 - 2月8日、NHK総合）[4][10]
- ホーム・ノット・アローン（2020年5月18日 - 22日、NHK総合〈関西地域〉）
- 彼女が成仏できない理由（2020年9月12日 - 10月17日、NHK総合）
- 連続テレビ小説 舞いあがれ!（2022年10月3日 - 2023年3月31日、NHK）[12]
- ドラマ10 しあわせは食べて寝て待て（2025年4月1日 - 5月27日、NHK総合）

### 映画
- 心の傷を癒すということ 劇場版（2021年、ギャガ）

### 歌集
- トビウオが飛ぶとき 「舞いあがれ！」アンソロジー (2023年5月29日  角川書店 ISBN 9784048975926)